# Споменик Милошу Великом
Споменик Милошу Великом, кнезу Милошу Обреновићу подигнут је поводом 150. годишњице оснивања Аранђеловца, као други споменик посвећен овом владару у року од двадесет година.
Незадовољни идејним решењем грађани Аранђеловца, на челу са активистима Удружења „Баштина и будућност – Аранђеловац 1859”, упутили су захтев општинским властима да се приступи изградњи другог и лепшег споменика књазу Милошу и да се он постави у старом центру града.
Аутор споменика књаза Милоша је вајар Дринка Радовановић из Београда.